# Batasuna
Batasuna ("Unitate") este un partid politic basc activ în Spania, dar și cu prezențe în Franța, care este presupus a avea legături cu grupul separatist armat ETA. Relația lor este asemănătoare cu cea a partidului Sinn Féin cu IRA. 